# Joo Hyun-jung
Joo Hyun-jung (in hangŭl: 주현정; 3 maggio 1982) è un'arciera sudcoreana.

## Palmarès

### Olimpiadi
- 1 medaglia:
  - 1 oro (Pechino 2008 a squadre)

### Mondiali
- 2 medaglie:
  - 2 ori (Ulsan 2009 nell'individuale; Ulsan 2009 a squadre)

### Giochi asiatici
- 1 medaglia:
  - 1 oro (Canton 2010 a squadre)